# Marian Harkin
Marian Harkin, née le 26 novembre 1953 à Ballintogher (en) dans le comté de Sligo, est une femme politique irlandaise indépendante.

## Biographie
Après une tentative infructueuse en 1999, Marian Harkin est élue députée au Parlement européen en juin 2004, réélue en 2009 dans la circonscription North-West puis réélue en 2014 dans la nouvelle circonscription Midlands–North-West, comme indépendante, après avoir été élue députée au Dáil Éireann en 2002, pour la circonscription de Sligo-Leitrim, devenue circonscription du Nord-Ouest en 2009. Elle est inscrite au groupe de l'Alliance des démocrates et des libéraux pour l'Europe et fait partie, à titre individuel, du Parti démocrate européen, dont elle est vice-présidente.
Elle est membre de la Commission du développement régional entre 2004 et 2009, puis de la Commission de l'emploi et des affaires sociales à partir de juillet 2009.
Le 1er avril 2019, elle annonce qu'elle ne se représentera pas lors des élections au Parlement européen de 2019.
Le 8 février 2020, elle est élue à l'Assemblée irlandaise pour la circonscription de Sligo-Leitrim et réélue le 29 novembre 2024. Elle est nommée secrétaire d'État en février 2025.